# Medana
Medana je gručasta vas v Občini Brda. Razprostira se po Medanskem hribu, nedaleč od državne meje z Italijo. Vas je v pisnih virih prvič omenjena leta 1157. V dokumentu s to letnico je belinjski opat Irig odstopil goriškemu grofu Engelbertu poleg drugega tudi dve kmetiji v Medani. V Medani je bil 3. avgusta 1882 rojen slovenski pesnik in prevajalec Alojz Gradnik. Vas je znana po številnih gostiščih in vinskih kleteh in znamkah slovenskih vrhunskih vin, pa tudi po festivalu Dnevi poezije in vina, ki ga je Medana gostila do leta 2010. Festival so oblikovali koncerti, pesniško branje, prevodi poezije, razstave ter predstavitve številnih pesnikov in ljubiteljev književnosti, danes pa se dogaja na Ptuju.